# Meotes
Meotes  o meotas (griego Μαιῶται) es un nombre genérico dado por los autores clásicos griegos a los pueblos de la región del Mar de Azov, que en época clásica se denominaba Palus Maeotis. El primero en usar esta palabra fue Helánico de Lesbos. Relata Estrabón acerca de los meotes que eran pescadores y mineros, además de fieros guerreros. El geógrafo griego informa de que eran un conjunto de diversos grupos o tribus: sindos, dandarios, toretas, agros, arrecos, tarpites (o tarpetas), obidiacenos, sitacenos, doscos. También los aspurgianos que vivían en un pequeño territorio entre Fanagoria y Gorgipia. Algunas de ellas fueron tributarias de la Tanais griega o de los reinos del Bósforo, aunque su sometimiento fue siempre temporal.
Se ha relacionado a los meotes con los actuales adigué.